# Nemanja Rnić
Nemanja Rnić (Beograd, 30. rujna 1984.), je bivši srbijanski nogometaš i nogometni trener koji trenutačno vodi drugu momčad austrijskog Wolfsbergera. Igrao je na poziciji desnog braniča.
Bio je standardan je član mlade reprezentacije Srbije.

## Vanjske poveznice
- Profil na Transfermarktu
- Profil na Soccerwayu